# Padunia introflexa
Padunia introflexa là một loài Trichoptera trong họ Glossosomatidae. Chúng phân bố ở miền Cổ bắc.